# Hans Walter Kosterlitz
Hans Walter Kosterlitz (* 27. April 1903 in Berlin; † 26. Oktober 1996 in Aberdeen) war ein deutsch-britischer Pharmakologe und Mediziner. Er ist vor allem durch seine Entdeckung der Opioidpeptide, speziell der Enkephaline bekannt geworden.

## Leben
Kosterlitz wurde 1903 in einer großbürgerlichen assimilierten jüdischen Familie in Berlin geboren. Sein Vater praktizierte als Arzt, sein jüngerer Bruder Hermann wurde später unter dem Künstlernamen Henry Koster ein bekannter Regisseur in Hollywood. Hans Kosterlitz studierte nach dem Abitur 1921 Medizin an den Universitäten Heidelberg, Freiburg und seit 1925 an der Friedrich-Wilhelms-Universität zu Berlin (der heutigen Humboldt-Universität). Dort wurde er 1929 zum Doktor der Medizin promoviert. Von 1928 bis 1933 arbeitete er als wissenschaftlicher Assistent an der 1. Medizinischen Klinik.
Seine ersten wissenschaftlichen Interessen galten der Erforschung des Kohlenhydrat-Stoffwechsels und des Diabetes mellitus. Er bestätigte im Tierversuch Oskar Minkowskis Beobachtung, dass Fructose insulinunabhängig in Glykogen umgewandelt werden kann. Er konnte auch zeigen, dass Diabetiker Galactose verstoffwechseln können, indem sie sie in der Leber in Glucose umwandeln.
Nach der Machtergreifung der Nationalsozialisten emigrierte er 1934 nach Aberdeen in Schottland, wo er zunächst bei John James Richard Macleod, dem (Mit-)Entdecker des Insulins arbeitete, der an der dortigen Universität am Marischal College eine Professur für Physiologie innehatte. Nach MacLeods Tod setzte Kosterlitz in Aberdeen seine Arbeiten zum Galactose-Metabolismus fort.
1937 heiratete er Hannah Greßhöner, eine Freundin aus Berliner Zeiten. Aus der Ehe ging ein Sohn hervor, John Michael, Professor der Physik an der Brown University und Nobelpreisträger in Physik des Jahres 2016.
Nach dem Ausbruch des Zweiten Weltkrieges konzentrierte sich Kosterlitz auf die Ernährungsphysiologie, was er als Beitrag zu den Kriegsanstrengungen der Alliierten gegen Deutschland verstand. In der Nachkriegszeit wandten sich seine Interessen zunehmend der Wirkung von Opiaten auf den menschlichen Organismus zu. Frühere Arbeiten u. a. von Paul Trendelenburg hatten die Wirkung von Morphin auf Muskelkontraktionen gezeigt. Daraus schloss Kosterlitz, es müsse „endogene“ Rezeptoren für Morphin im menschlichen Körper und damit auch endogene morphinähnliche Substanzen geben. Auf Betreiben seines Freundes Alistair Macgregor wurde Kosterlitz im Alter von 65 Jahren zum ersten Professor für Pharmakologie an der Universität Aberdeen ernannt. Drei Jahre später wurde er Direktor des neu gebildeten Instituts für Pharmakologie. Nachdem er im Alter von 70 Jahren emeritiert worden war, setzte er seine Forschungen als Direktor der neu gegründeten, mit NIH-Mitteln finanzierten Unit for Research on Addictive Drugs über endogene Opioide fort. Gemeinsam mit John Hughes isolierte er aus über zweitausend Schweinegehirnen eine Substanz, von welcher er 1975 als „Encephalin“ berichtete. Diese Entdeckung der Enkephaline wird als bedeutendster Beitrag Kosterlitz’ zur Wissenschaft gesehen.
Mit der Entdeckung der Enkephaline und Endorphine wurde eine Tür zu einem ganz neuen Forschungsgebiet, dem der Opioidpeptide, aufgestoßen. Das vertiefte Verständnis der Physiologie des Schmerzempfindens und der Medikamentenwirkung ermöglichte unter anderem die Entwicklung neuer Schmerzmittel.

## Ehrungen
Für seine wissenschaftlichen Arbeiten erhielt Kosterlitz zahlreiche Auszeichnungen. 1951 wurde er Mitglied (Fellow) der Royal Society of Edinburgh, 1978 Mitglied der Royal Society, die ihm 1982 den Wellcome Prize verlieh, und 1981 Mitglied des Royal College of Physicians of Edinburgh sowie auswärtiges Mitglied (foreign member) der National Academy of Sciences. 1976 erhielt er die Schmiedeberg-Plakette der Deutschen Gesellschaft für Experimentelle und Klinische Pharmakologie und Toxikologie, 1978 den Albert Lasker Award for Basic Medical Research, außerdem die Ehrendoktorwürde der Universität Lüttich.